# Station Mysłowice Kosztowy
Station Mysłowice Kosztowy is een spoorwegstation in de Poolse plaats Mysłowice.